# Vis aérienne (Léonard de Vinci)
Pour les articles homonymes, voir Vis, Air (homonymie) et Aéronautique.
La vis aérienne ou l'hélice volante est un plan d'étude visionnaire expérimental d'aéronef à hélice à vol vertical, inventée entre 1487 et 1490 par l'inventeur italien Léonard de Vinci, reconnu comme un des plus anciens prototypes d'études et d'inspiration d'hélice aéronautique et d'hélicoptère de l'histoire de l'aviation et de l'histoire de l'hélicoptère et autres voilures tournantes.

## Histoire

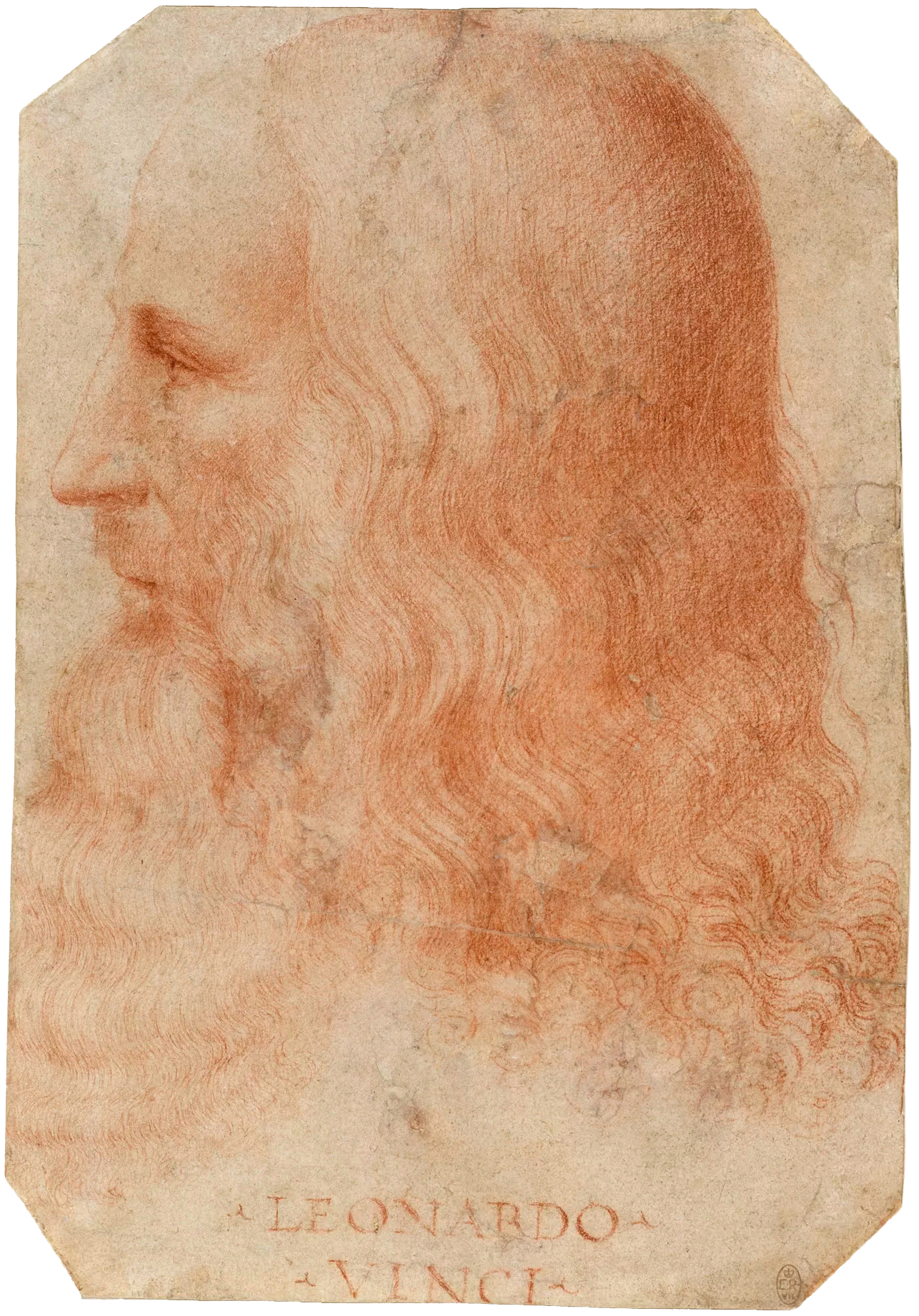
Léonard de Vinci, vers 1515

À la suite de ses études entre autres du mouvement perpétuel, de son automobile à moteur à ressort de 1478, ou de son char d'assaut de 1485, et alors qu'il est au service du duc de Milan Ludovic Sforza à titre d'ingénieur militaire, Léonard de Vinci étudie la perspective de premier vol aéronautique humain, entre 1485 et 1490, avec le parachute et le vol plané des rapaces, dans le cadre de ses nombreuses études aéronautiques d'ornithoptères bioniques de ses Codex Atlanticus ou Codex sur le vol des oiseaux. 
À la suite de diverses expérimentations infructueuses, il abandonne l'étude d'ornithoptère à ailes oscillantes pour se consacrer à l'étude de formes d'ailes rigides. Il invente alors la vis aérienne à base d'hélice en forme de vis-hélice conique en toile de lin rigide, inspirée entre autres du bambou-coptère chinois du IVe siècle (arrivé en Europe à son époque), et de la vis d'Archimède du IIIe siècle av. J.-C., utilisée depuis l’antiquité pour faire monter de l’eau... 
Sur le principe de son automobile à moteur à ressort inspiré de l'horlogerie de 1478, ce prototype de vis aérienne est motorisée par un axe principal en lame d'acier-ressort à échappement (et câble d'armature en roseau flexibles longs et forts) remonté comme une arbalète géante ou une catapulte par cabestan à quatre anspects (« L'armature qui sous-tend la toile ci-dessus sera de roseaux longs et forts ; on peut faire un petit modèle en papier dont l'axe sera une mince lame d'acier, soumise de force à un mouvement de torsion ; rendue à sa liberté, elle fait tourner l'hélice »).
Il s'inspire entre autres des théories suivantes de son époque : 
- « Si cette vis d'Archimède peut forcer l’eau à se déplacer au contraire de son sens naturel, c’est-à-dire du bas vers le haut, il est probable qu’une vis adaptée puisse se déplacer de la même manière dans cet autre fluide qu’est l’air qui nous environne. »
- « La force avec laquelle une chose va contre l'air est égale à celle de l'air contre la chose. »

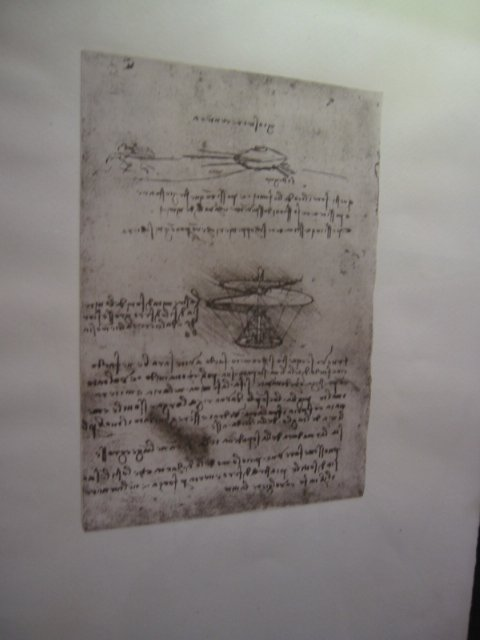
Musée des sciences et des techniques Léonard de Vinci de Milan
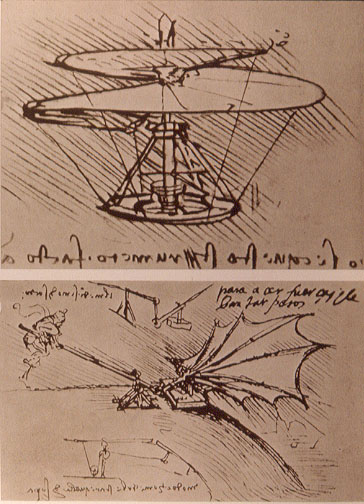
Schéma MS B, f.83v, et schéma d'ornithoptère à levier et poulies
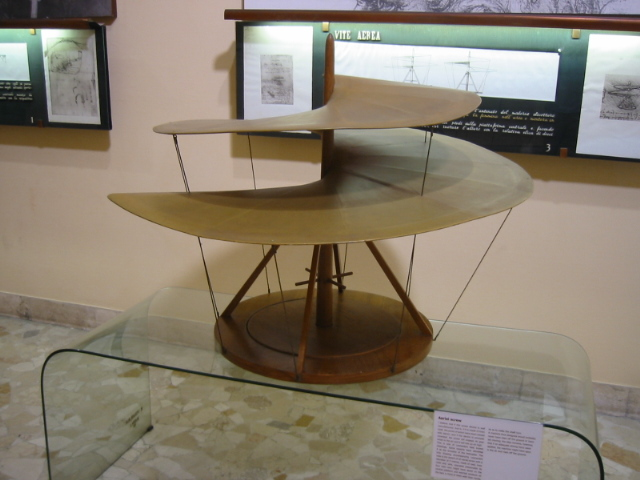
Maquette du musée des sciences et des techniques Léonard de Vinci de Milan
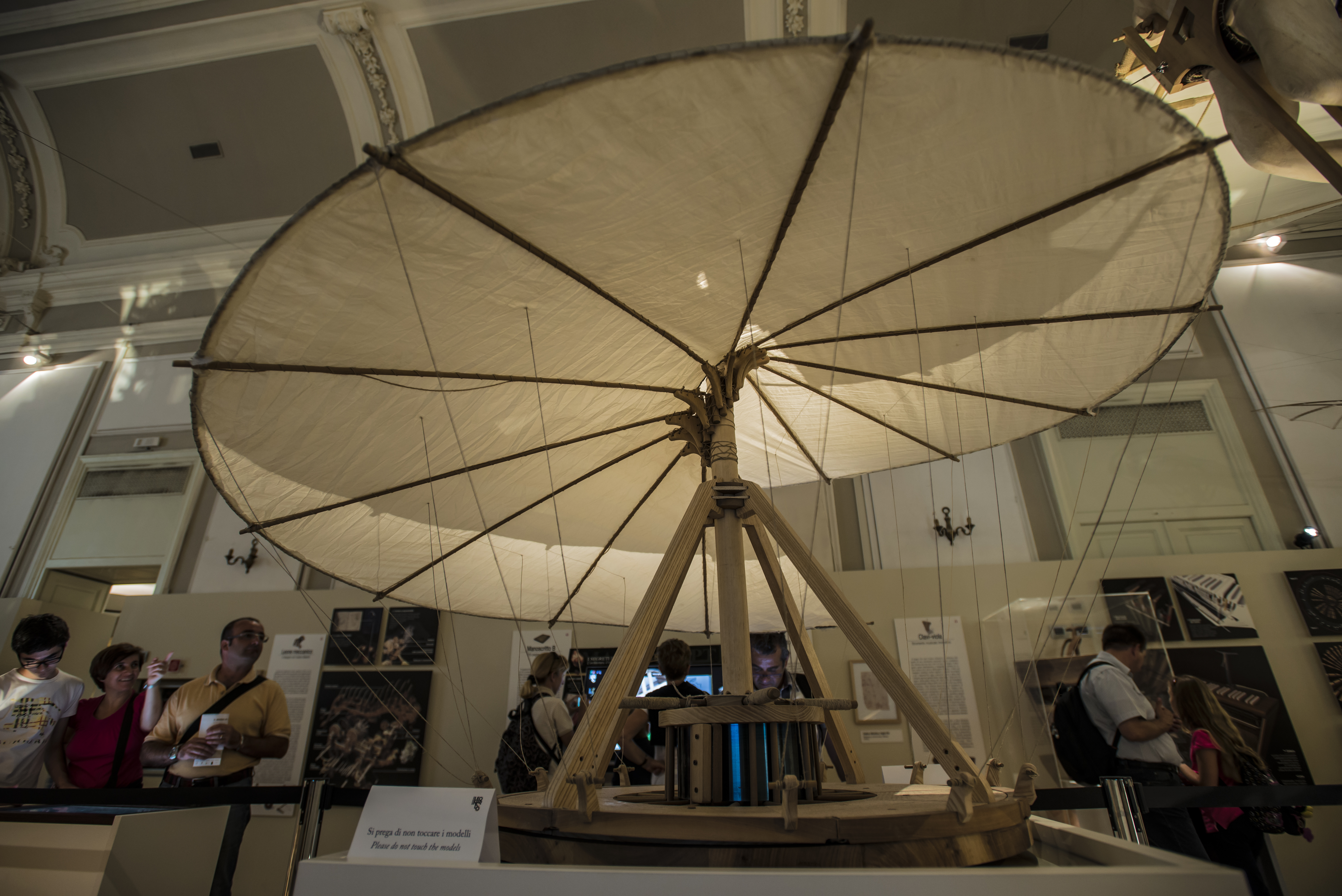
Musée des sciences et des techniques Léonard de Vinci de Milan
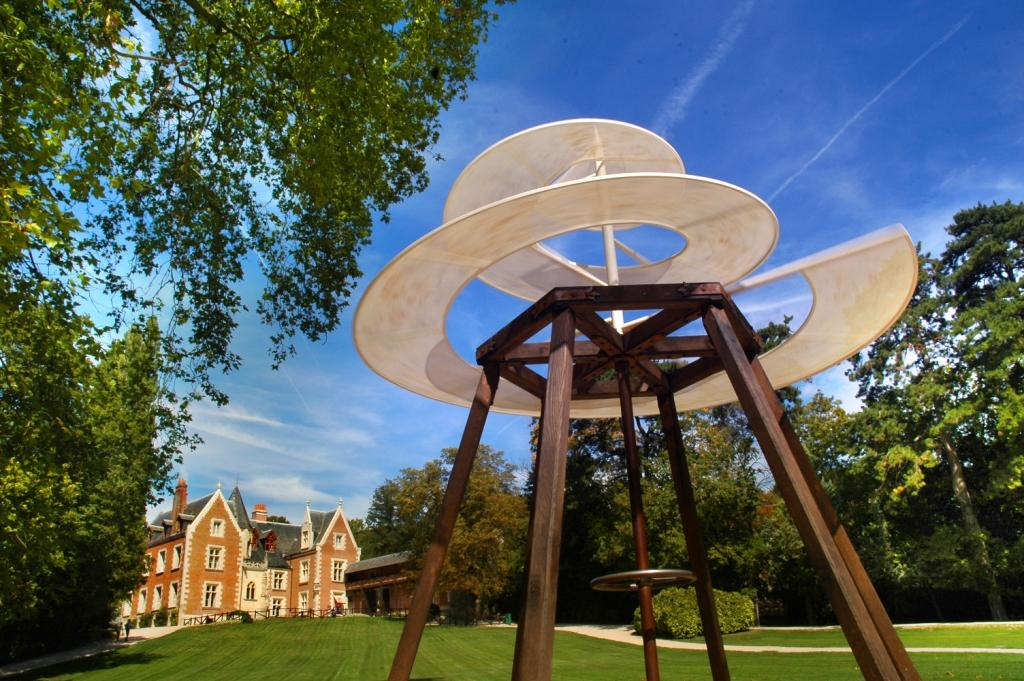
Vis aérienne touristique du parc du musée du château du Clos Lucé d'Amboise

Le dessin de la vis aérienne (Ms B, f.83 v) apparaît dans le Manuscrit B des Manuscrits de l'Institut de France daté des années 1487-1490, accompagné des notes en écriture codée inversée suivantes de Léonard de Vinci :
- « Que l'extrémité de la vis soit un câble de fer de la grosseur d'une corde et que du centre au cercle, il y ait 8 brasses[3]. ».
- « Si cet instrument, qui a la forme d'une vis est bien fait, c'est-à-dire fait d'une toile de lin dont les pores sont bouchés avec de l'amidon, et si on le fait tourner rapidement, j'estime que cette vis fera son écrou dans l'air et elle s'élèvera. Prends exemple d'une règle large et mince, violemment déplacée dans l'air ; tu verras que ton bras suit, dans son déplacement, l'arête de cette planchette[4]. »
- « L'armature qui sous-tend la toile ci-dessus sera de roseaux longs et forts ; on peut faire un petit modèle en papier dont l'axe sera une mince lame d'acier, soumise de force à un mouvement de torsion ; rendue à sa liberté, elle fait tourner l'hélice  ».

Le principe de vol d'aéronef à hélice est véritablement très visionnaire pour cette époque, où la seule puissance de propulsion musculaire humaine, animale, ou naturelle disponible d'alors (éventuellement démultipliée par effets mécaniques connus de cabestans, leviers, palans, engrenages, pignons, ressorts, ou poulies...) est très largement insuffisante pour alimenter cette idée visionnaire révolutionnaire, qui devra attendre la puissance suffisante de l'invention des premiers moteurs du XIXe siècle pour pouvoir concrétiser le principe de portance aéronautique étudié par Léonard de Vinci. L'expert Augusto Marinoni (en) analyse ainsi le dessin du manuscrit B : « Le dessin comporte une spirale en toile dont le diamètre est près de dix mètres et l’on ne voit pas comment il serait possible de faire tourner rapidement cette spirale, d’autant plus qu’elle doit être assez forte pour soutenir le poids  de la machine et celui de l’éventuel pilote. Et si tous les petits trous de la toile étaient bouchés, elle serait impénétrable sans être toutefois plus résistante. Aussi vaut-il mieux considérer ce dessin comme l’énonciation scientifique d’un principe scientifique qui trouvera, plus tard, son application dans l’hélice ou l'hélicoptère. ».

## Postérité
Plus de 300 ans après la vis aérienne de Léonard de Vinci, l'inventeur français Frédéric Sauvage dépose un des premiers brevets d'invention d'hélice marine en 1832, qui s’impose définitivement vers 1880 au bateau à roues à aubes. Le premier ballon dirigeable Daimler motorisé de 1888, de Gottlieb Daimler, est propulsé avec succès par une hélice en toile de ce type. Les inventeurs français Gustave de Ponton d'Amécourt et Guillaume Joseph Gabriel de La Landelle s'inspirent avec succès de cette invention et de celle du bambou-coptère chinois du IVe siècle pour l'invention de leur chère hélice (qu'ils nomment « hélicoptère ») de 1861, à rotor contrarotatif à double hélices aériennes coaxiales, suivie en 1933 du Breguet Gyroplane Laboratoire de Louis Charles Breguet (considéré comme le premier hélicoptère fonctionnel de l'histoire de l'aviation).